# Kordići Žumberački
Kordići Žumberački – wieś w Chorwacji, w żupanii zagrzebskiej, w gminie Žumberak. W 2011 roku liczyła 5 mieszkańców.